# Marilhac
Marilhac (occità) o Marillac-le-Franc (francès) és un municipi francès al departament del Charente (regió de la Nova Aquitània). L'any 2007 tenia 703 habitants.

## Demografia

### Població
El 2007 la població de fet de Marillac-le-Franc era de 703 persones. Hi havia 289 famílies de les quals 61 eren unipersonals (20 homes vivint sols i 41 dones vivint soles), 118 parelles sense fills, 94 parelles amb fills i 16 famílies monoparentals amb fills.
La població ha evolucionat segons el següent gràfic:

### Habitatges
El 2007 hi havia 330 habitatges, 297 eren l'habitatge principal de la família, 18 eren segones residències i 15 estaven desocupats. 328 eren cases i 1 era un apartament. Dels 297 habitatges principals, 260 estaven ocupats pels seus propietaris, 31 estaven llogats i ocupats pels llogaters i 6 estaven cedits a títol gratuït; 7 tenien dues cambres, 34 en tenien tres, 95 en tenien quatre i 161 en tenien cinc o més. 242 habitatges disposaven pel capbaix d'una plaça de pàrquing. A 127 habitatges hi havia un automòbil i a 150 n'hi havia dos o més.

### Piràmide de població
La piràmide de població per edats i sexe el 2009 era:
| Homes | Edats   | Dones |
| ----- | ------- | ----- |
| 0     | 95 o +  | 0     |
| 0     | 90 a 94 | 4     |
| 0     | 85 a 89 | 8     |
| 8     | 80 a 84 | 0     |
| 12    | 75 a 79 | 20    |
| 8     | 70 a 74 | 24    |
| 16    | 65 a 69 | 24    |
| 24    | 60 a 64 | 16    |
| 12    | 55 a 59 | 16    |
| 28    | 50 a 54 | 36    |
| 28    | 45 a 49 | 20    |
| 28    | 40 a 44 | 32    |
| 12    | 35 a 39 | 24    |
| 20    | 30 a 34 | 4     |
| 28    | 25 a 29 | 16    |
| 20    | 20 a 24 | 8     |
| 32    | 15 a 19 | 16    |
| 4     | 10 a 14 | 12    |
| 8     | 5 a 9   | 8     |
| 8     | 0 a 4   | 28    |

## Economia
El 2007 la població en edat de treballar era de 457 persones, 311 eren actives i 146 eren inactives. De les 311 persones actives 291 estaven ocupades (155 homes i 136 dones) i 20 estaven aturades (10 homes i 10 dones). De les 146 persones inactives 63 estaven jubilades, 30 estaven estudiant i 53 estaven classificades com a «altres inactius».

### Ingressos
El 2009 a Marillac-le-Franc hi havia 298 unitats fiscals que integraven 751,5 persones, la mediana anual d'ingressos fiscals per persona era de 17.581 €.

### Activitats econòmiques
Dels 18 establiments que hi havia el 2007, 1 era d'una empresa alimentària, 1 d'una empresa de fabricació d'elements pel transport, 3 d'empreses de construcció, 5 d'empreses de comerç i reparació d'automòbils, 1 d'una empresa d'hostatgeria i restauració, 2 d'empreses immobiliàries, 3 d'empreses de serveis i 2 d'empreses classificades com a «altres activitats de serveis».
Dels 5 establiments de servei als particulars que hi havia el 2009, 1 era un taller de reparació d'automòbils i de material agrícola, 1 paleta, 1 fusteria, 1 restaurant i 1 agència immobiliària.
L'any 2000 a Marillac-le-Franc hi havia 32 explotacions agrícoles que ocupaven un total de 1.386 hectàrees.

## Equipaments sanitaris i escolars
El 2009 hi havia una escola elemental integrada dins d'un grup escolar amb les comunes properes formant una escola dispersa.

## Poblacions properes
El següent diagrama mostra les poblacions més properes.